# Sagra (Carballino)
Sagra (llamada oficialmente San Martiño de Sagra) es una parroquia y un caserío español del municipio de Carballino, en la provincia de Orense, Galicia.

## Toponimia
La parroquia también es conocida por el nombre de San Martín de Sagra.

## Organización territorial
La parroquia está formada por once entidades de población, constando nueve de ellas en el nomenclátor del Instituto Nacional de Estadística español:

### Entidades de población
Entidades de población que forman parte de la parroquia:
- A Carpaceira (Carpaceira)
- Bouteiro
- La Fraga (A Fraga)
- Lebuzas (Lebozás)
- Miomas (Miomás)
- Penedo
- Reguenga (A Reguenga)
- Sagra
- Seara (A Seara)
- Trigas	(Trigás)

### Despoblado
Despoblado que forma parte de la parroquia:
- Corval (Corbal)

## Demografía

### Parroquia
| Gráfica de evolución demográfica de Sagra (parroquia) entre 2000 y 2022 |
|                                                                         |
| Datos según el nomenclátor publicado por el INE.                        |

### Caserío
| Gráfica de evolución demográfica de Sagra (caserío) entre 2000 y 2022 |
|                                                                       |
| Datos según el nomenclátor publicado por el INE.                      |